# Alphons Castermans
Alphonsus Maria Henricus Antonius (Alphons) Castermans (Maastricht, 4 april 1924 – Born, 21 april 2008) was hulpbisschop van het bisdom Roermond van 1982 tot 1997. Zijn wapenspreuk luidt: "Met Maria de moeder van Jezus".

## Kerkelijke loopbaan
Castermans werd door Guillaume Lemmens priester gewijd in Roermond op 10 maart 1951. Achtereenvolgens was hij kapelaan te Molenberg tot 1958 (parochie Verschijning van de Onbevlekte Maagd) en tot 1972 rector van het R.K. Ziekenhuis ‘De Goddelijke Voorzienigheid' te Sittard. Vanaf 1972 was hij vicaris-generaal van het bisdom Roermond. Als kanunnik was hij vanaf 1973 verbonden aan het kathedrale kapittel.
Op 15 januari 1982 werd hij benoemd tot hulpbisschop van Roermond en tot titulair bisschop van Skálholt (IJsland). Op 13 februari 1982 werd hij bisschop gewijd door bisschop Gijsen van Roermond, Bluyssen van bisdom 's-Hertogenbosch en toenmalig bisschop van Rotterdam Simonis.
Op 3 mei 1997 ging Castermans met emeritaat waarna hij in Born ging wonen waar hij pastorale zorg bood in het bejaardenhuis Sint-Maarten. In 2008 overleed hij in dit bejaardenhuis op 84-jarige leeftijd. Castermans was een oom van VVD-politicus Loek Hermans. Hij werd bijgezet in de Bisschopskapel (Roermond).